# Чумбылат
Чумбылат (мар. Курык кугыза, Кугу еҥ, Поро Лемдетӱр Курык Кугыза, Полемдрук Кугыза) — легендарный марийский князь, живший в XII веке и вошедший в марийскую мифологию, «царь северных марийцев». Имя собственное, от тюрк. «чум», муж + «булат», «сталь особой прочности». Имел княжескую резиденцию в Кукарке (луговомар. Кукарка, ныне город Советск), куда она была перенесена из Какшара (сев.-зап. мар. Кӓкшӓр, ныне город Котельнич) после его захвата в 1181 новгородскими ушкуйниками. Впоследствии Чумбылат руководил нападением на укреплённые центры ушкуйников Котельнич и Хлынов (ныне Киров), в результате которой их стёрли с лица земли. По этому поводу в православных церквях долгое время проходили богослужения два раза в год. Чумбылат прожил долгую жизнь. Перед смертью он завещал похоронить его на вершине горы на берегу реки Немда.

По преданию, он завещал своему народу в случае большой беды прийти к его могиле и попросить помощи. И, как повествует народная молва, он помогал людям в трудное время. Но однажды нашёлся среди них негодяй, который решил проверить, встанет ли Чумбылат из могилы. Князь обиделся на неверующего и больше не вставал на помощь. Несмотря на это, народ продолжал ходить на гору молиться Ош Поро Кугу Юмо и Чумбылату, которого позже в молитвах стали называть Кугу Курык Кугыза (Царь Большой Горы). Марийцы верили, что Чумбылат помогает марийцам молиться, доносит их молитвы вышнему богу.

## Традиция
По преданию он объединил марийцев, строил города, развивал ремёсла и искусства. Его принимали властелины Востока. При нём сложилась традиция богослужений марийской веры, жертвоприношений, он легендарный святой марийской религии.

## Культ
Могила его — Гора Чумбылата — наиболее почитаемая марийская святыня. Божественное воплощение Чумбылата — бог Кугурак. Имя Чумбылата известно всем марийцам, в том числе и восточным. Его почитание имеет древние, общенациональные корни. Крупные моления на горе Чумбылата возобновились в 1993 году.